# Famille van den Leene
La famille van den Leene (ou van der Leene) est une ancienne famille de la noblesse des Pays-Bas méridionaux. Plusieurs de ses membres furent rois d'armes. 

## Membres
- Messire Joseph van den Leene (Bruxelles, 1630-Séville, 1680), premier roy d'armes ès Pays de Par-deçà et de Bourgogne du 3 avril 1660 au 5 juillet 1672, admis le 13 juin 1655 au lignage Serhuyghs, époux de Maria van der Soppen[2](Anvers, 1615 - 1694), fille de David van der Soppen, receveur des rentes de la ville d'Anvers et de Maria van Dam et veuve d'Ignace Lindemans, licencié ès lois[3].
- Joseph van den Leene (1654-1742), fils du précédent, écuyer, seigneur de Lodinsart, Castillon et Huyseghem, premier roi d'armes des Pays-Bas et du duché de Bourgogne, dit Toison d'Or, admis au lignage Serhuyghs le 13 juin 1678[1], époux de Catherine Françoise Martine van der Horicke.
- Joseph-Marie-Jean van den Leene, fils du précédent, admis le 13 juin 1723 au lignage Serhuyghs.
- Marcelis vanden Leene, archer de Sa Majesté.
- Marcel van den Leene, fils du précédent, chevalier, châtelain et haut-bailli de Montaigle dans le comté de Namur admis le 13 juin 1642 au lignage Serhuyghs.
- Messire Véron van den Leene, fils du précédent, fut admis le 13 juin 1666 au lignage Serhuyghs.

## Héraldique
| Armoiries de la famille van der Leene | Armoiries de la famille van der Leene |
| ------------------------------------- | --- |
|                                       | Blasonnement : d'argent à la croix ancrée de sable; l'écu surmonté d'un heaume couronné, grillé, colleté et liseré, doublé et attaché, aux bourrelet et lambrequins de sable et d'argent. Cimier : la croix de l'écu entre un vol d'argent. Supports : deux lions léopardés tenants chacun une bannière aux armes de l'écu. Devise : QUOD NOBILE ET UTILE. Variante : des membres de cette familles ont porté ces armes écartelées avec : en 2 et 3 d'argent à cinq losanges de ... aboutées et posées en croix. |